# アメリカイチョウガニ
アメリカイチョウガニ（亜米利加銀杏蟹, 学名：Metacarcinus magister）は、イチョウガニ科に分類されるカニの1種。北アメリカ大陸西海岸の水産業を構成する最も重要な種の1つである。甲幅は15-18cmに達し、アマモ場や砂底に生息する。“ダンジネスクラブ（英語: Dungeness crab）”と呼ばれ、ワシントン州のファンデフカ海峡にあるダンジネス・スピットという砂嘴に由来し、この砂嘴にはこの種のカニが生息する浅い湾がある。

## 分布と生息地
その分布域はアラスカのアリューシャン列島からカリフォルニア州のサンタバーバラ近郊のコンセプション岬まで広がる。メキシコのバハ・カリフォルニア・スル州のマグダレナ湾の南で見られることもある。
砂底で最もよく見られるが、その他の様々な環境からも記録されている。潮間帯から水深52-91m地点までは高密度で見られる。水深800mから発見された例もある。成体は水温が3-18℃、塩分濃度が11-35psuの水を必要とする。幼生は塩分などの環境条件に非常に敏感で、水温10-14℃の環境を必要とする。幼生は海洋酸性化の影響を受けていることが2020年の研究で示された。

## 形態

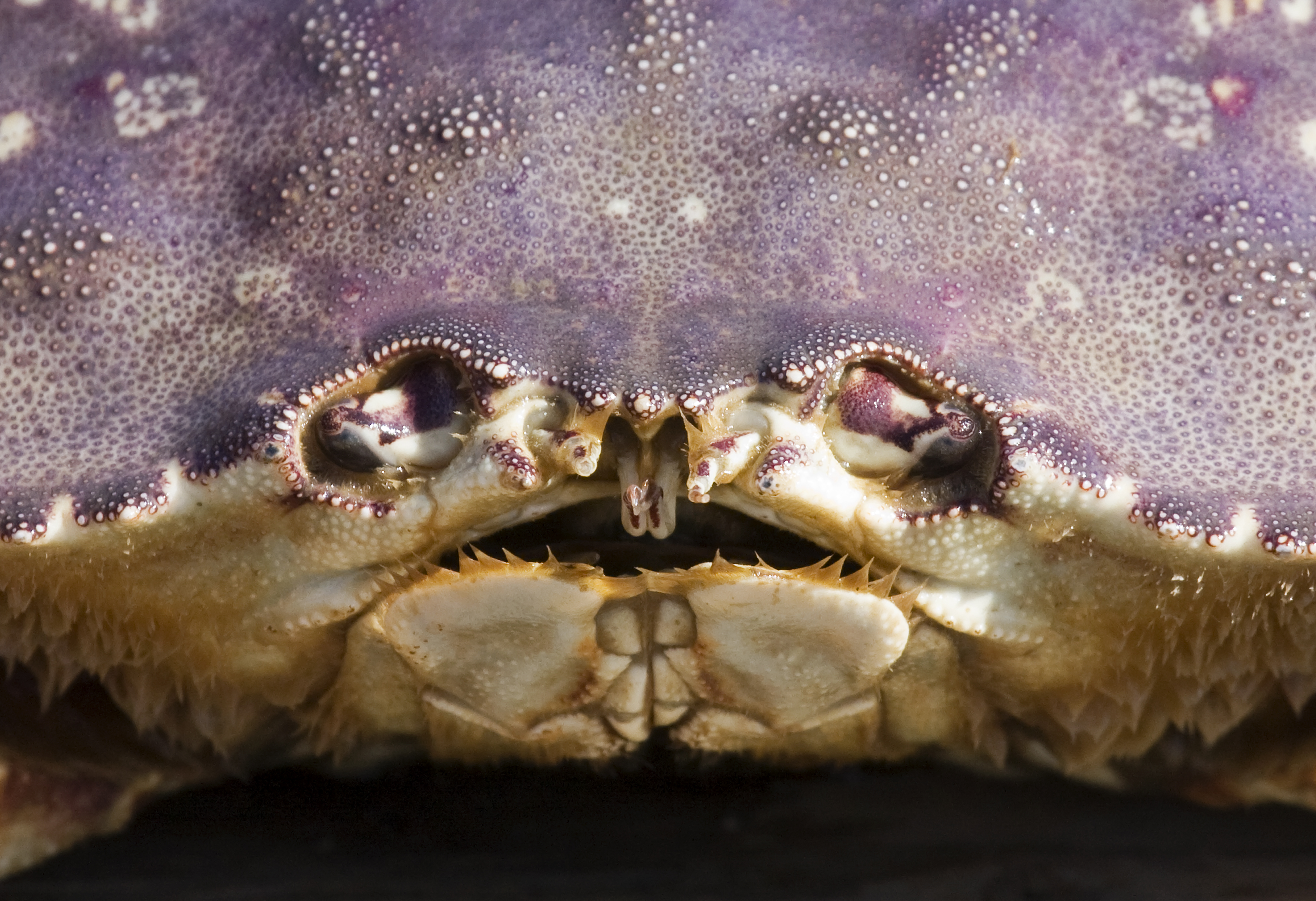
頭部

4対の歩脚、2本の鋏脚、そして幅広く硬い甲羅を持つ。胸脚は他の食用となるカニに比べて短く、鋏脚には特徴的なフックがある。鋏脚は防御と餌を引き裂くために使われる。小さな付属肢を使って食べ物を口の中に送る。胃に入った食べ物は砂嚢の働きですりつぶされる。
脱皮は成長とともに起こり、その際失われた肢は再生されるが、最初の脱皮では小さな肢となる。脱皮では甲羅と腹部が接する部分で殻が分離し、古い殻から出ることができる。その後柔らかい新しい殻は水で満たされ、元の大きさより15-25％大きくなる。脱皮後の最初の数週間は、殻が柔らかいため非常に弱い。脱皮後2ヶ月経つと、殻が完全に硬化する。生後2年間は年に6回脱皮する。3年目には1年で雄が2回、雌が1回脱皮する。その後は雌雄ともに年に1回脱皮し、雌は春に、雄は夏に脱皮する。通常寿命は5年間で、甲幅は15-18cmに成長する。しかしアメリカ合衆国西海岸では最長8年生きることもあり、分布域の北部では最長13年生きることが確認されている。これらの長く生きる個体は、雌で甲幅18cm、雄では23cmに達することがある。
成体の遺伝子解析ではカリフォルニア海流全体で1つの個体群が存在することが示されたが、海流など海洋条件の年次変動が地域間の幼生個体数に影響を与え、遺伝的多様性が時間とともに変化する可能性がある。

## 生態

### 摂餌
二枚貝や他の甲殻類、小魚を好んで食べるが、腐肉食も行う。つまり同種の死骸を食べることもある。

### 繁殖
成熟した雌は一般的に晩春に脱皮するが、正確な時期は場所によって異なる。交尾は雌が脱皮した直後、新しい外骨格が硬化する前に行われる。雄は雌が脱皮していることを感知することができ、おそらくフェロモンによるものとされているが、正式に確認はされていない。雄は多くの雌と交尾することがある。繁殖可能な雌を見つけると、雄は交尾前の抱擁を行い、この状態は数日間続く。雄が雌の上に乗り、腹部が触れ、頭がお互いに向き合うように向きを変える。精子は貯精嚢に保管され、最大2年半保管される。これにより雌は古い精子を使用することで、一年の間に交尾しないこともできる。受精は10月から12月にかけて行われ、卵は雌の腹部に産み付けられる。雌は受精卵を排出し、腹部にある特殊な毛で保持する。卵は最初は明るいオレンジ色で、成長するにつれて暗くなる。雌はサイズに応じて最大200万個の卵を持つ。古い精子を使用する場合は、産卵数はより少なくなる。雌は冬には砂に埋まって卵を保護するために活動を停止する。卵は通常春に孵化するが、正確な時期は場所によって異なる。
幼生は孵化後自由に泳ぎ、日中は水深24mまでの深さで見られ、日周鉛直移動を行う。5つのゾエア幼生期と1つのメガロパ幼生期を経て、最初の幼生期に海底に定着する。通常幼生期は3-4ヶ月続くが、アラスカでは最大1年間幼生のままである場合がある。約12回の脱皮を経て、生後2年で性成熟する。

### 寄生虫
一部地域では、成体が河口またはその付近で見つかる。河口の低塩分環境は、抱卵中の雌の卵を食べる Carcinonemertes errans など、一部のカニの寄生虫にとっては致命的である。クース湾での調査では、内陸部の塩分濃度の低い水域に生息している場合、C. errans に感染する可能性が低く、甲羅への寄生虫も少ないことが明らかになっている。

## 漁業

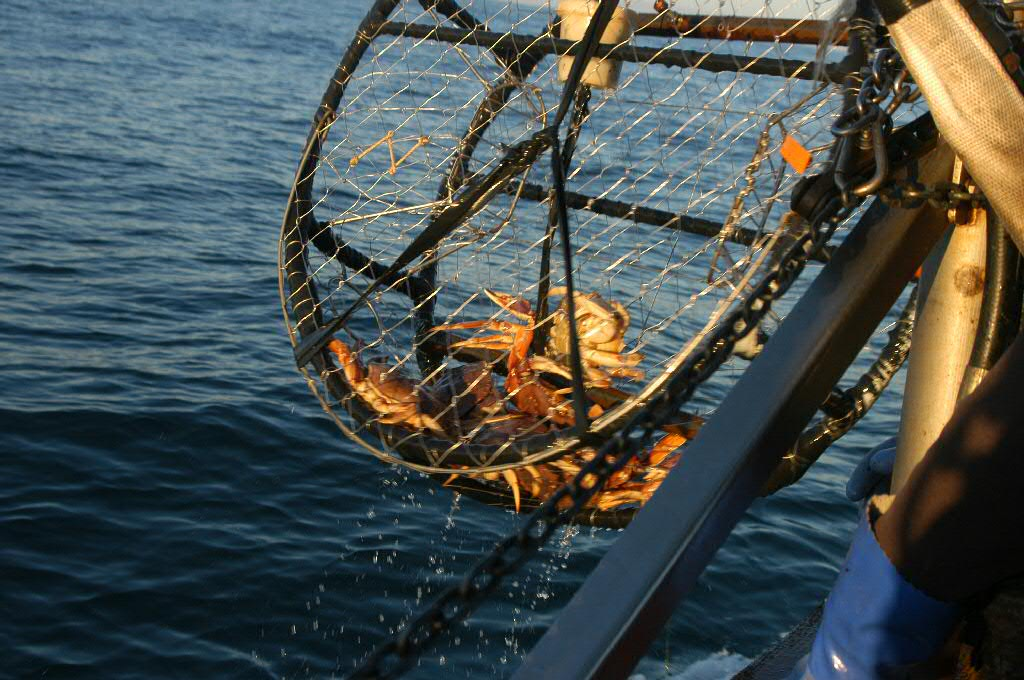
カニ籠で漁獲された様子

本種を対象とした漁業は1848年にサンフランシスコの漁師から始まった。1900年代初頭までに、漁業はこのカニの分布域全てに拡大した。この頃、甲幅15cm以上の硬い殻を持つ雄のみの漁獲を許可するという規制が施行された。同様の規制が今日でも守られている。
本種が漁獲されるすべての地域で、目的を問わず採集には免許が必要である。オレゴン州とワシントン州では、漁期の終了時に漁獲量を記したログブックを提出する必要がある。全ての地域で娯楽目的か商業目的か問わず、1日に漁獲できる個体数の制限と、一度に使用できる漁具の数の制限が設定されている。ワシントン州では、2週間ごとにカニの検査が行われ、殻が柔らかすぎると判明した場合は捕獲可能数や漁具の使用可能数が引き下げられる。カニ漁のシーズンは通常11月または12月から8月下旬または9月上旬までである。脱皮直後の殻の柔らかい個体を保護するため、漁業は秋には中止される。
娯楽目的の漁獲の場合、円形のカニ罠が使われることがある。海底に平らに置かれ、定期的に引き上げられ、その時に輪の中にいるカニを捕らえる。しかし通常は小さなブイと繋がった金網のカニ籠で捕らえられる。カニ籠の中央には餌が仕掛けられており、カニが入る一方通行の扉が付いている。全ての地域で、カニ籠を紛失した場合に備えて、籠とブイをつなぐ紐は生分解性の素材とすることが義務付けられている。加えてアラスカでは、カニ籠自体も生分解性の繊維で作ることが義務付けられているため、紛失しても自然に分解される。全ての地域で小型個体や雌が脱出できるように脱出口を設置することが義務付けられている。カリフォルニア州、オレゴン州、ワシントン州では脱出口の直径は110mm、アラスカ州では111mm、カナダでは105mmと義務付けられている。カニ籠は通常水深18-91mの水中に設置される。
漁獲可能なカニのサイズは、カリフォルニア州、オレゴン州、ワシントン州では甲幅159mm、アラスカ州とカナダでは170mmである。地域によって異なるが、通常3-5年で漁獲可能な大きさに達し、アラスカでは成長がはるかに遅い。
アラスカ州のクック湾でのダンジネス漁業は1991年以来禁止されている。同じくアラスカ州では2000年以降ヤクタトとプリンス・ウィリアム湾でも、2018年からはワシントン州のピュージェット湾南部でも同様の措置が実施されている。アラスカ州での禁漁措置はカワウソによる捕食の増加と環境の変化によって引き起こされた個体数の減少によるものであると考えられる。ワシントン州での措置は未知の要因による個体数の減少によるものである。
一時はカリフォルニア州の漁業収入の1/4を支える重要な水産資源であったが、2013年頃からに太平洋沖の潮流の変化により海水温が上昇。有毒な藻が発生するようになりカニから神経性毒素であるドウモイ酸の検出が相次いだ。ドウモイ酸が基準値を下回るまで出漁はできなくなり、2010年代後半以降の漁業は不振を極めた。

### 持続可能性
1970年以降、毎年漁獲可能な雄の9-98%が捕獲されており、平均すると年間66%と推定されている。漁獲量の大部分は漁期最初の6週間に捕獲されたものである。しかし30年以上にわたって平均漁獲量が安定しており、乱獲の無いことを示している。規制により性成熟後1年以上経過した個体のみの漁獲が許可されているためだと考えられる。100匹漁獲されるごとに143匹が放流されているが、捕獲した後に放流することで、個体群に過剰な害が及ぶことはないようである。ソフトシェルの個体の死亡率は9-25%と高いことがわかっている。
平均漁獲量は一定に保たれているため、個体群は健全であると想定されているが、実際には個体群についてはほとんど知られていない。カリフォルニア州、アラスカ州、ワシントン州での研究は最小限であり、個体群に関する情報は漁獲記録から推測されるのみである。カナダでは、7つのカニ漁場のうち2つが毎年2回調査されている。他の地域では、通常特定の研究に関連し、単独の調査が行われている。オレゴン州では、繁殖率、遺伝子、個体群、廃棄死亡率の監視が行われている。
本種を対象とした漁業が他の種に与える影響は様々である。底生生物や混獲される種への影響は無視できるほど小さいと想定されている。アラスカとカナダでは他の種への影響は知られていない。ワシントン州、オレゴン州、カリフォルニア州では、ザトウクジラが大きな影響を受けており、2016年には19頭のザトウクジラがカニ漁の網に絡まった。さらにカリフォルニア州では、オサガメ、シャチ、シロナガスクジラも影響を受けていることが知られている。近年は全ての種で網への絡まりが増加しており、気候変動により獲物の量が変化し、これらの海洋生物の移動が変化または増加したことによる。網への絡まりはカニの漁期によって異なり、漁の最盛期は多くの海洋生物が移動する前である。2016年には有毒の藻類が大量発生したために漁期の開始が遅れたため、網への絡まりが増加した可能性がある。
紛失した漁具によるゴーストフィッシングは漁業における問題であるが、その規模は一般には知られていない。毎年10-20%の漁具が紛失し、そのうち7.5-32.5%がゴーストフィッシングの原因となると推定されている。ゴーストネットは海洋哺乳類を巻き込み、カニを殺し、生態系に害を及ぼす可能性がある。紛失した漁具は潮流や潮汐により、本来の場所から遠く離れた場所でゴーストフィッシングを引き起こす可能性がある。オレゴン州で紛失した漁具のブイが、4年後にハワイ諸島で回収された例もある。
本種は持続可能な魚介類であり、消費しても問題は無いが、潜在的な懸念には注意する必要がある。

## 利用

### 食品

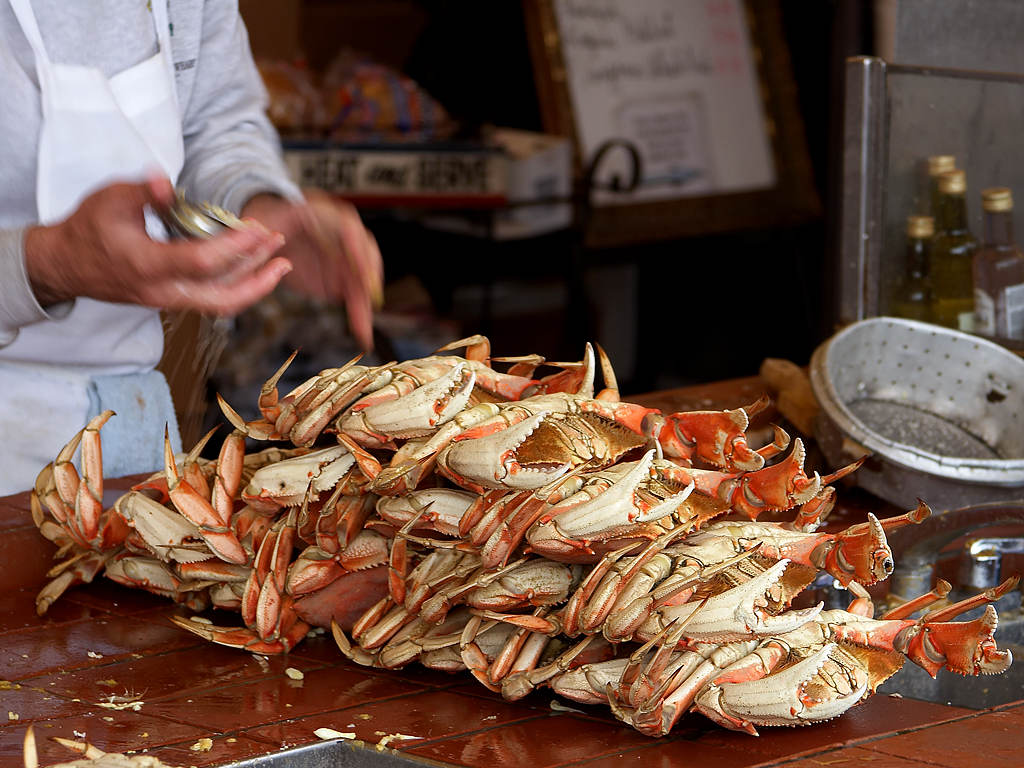
店頭に並んだ様子

アメリカ合衆国とカナダでは珍味とされている。ヨーロッパ人が入植する前から、先住民は伝統的な食事としてカニを食べ、干潮時に捕獲していた。その肉は繊細な風味とほのかな甘みがあるという。今日ではカリフォルニア州、ブリティッシュコロンビア州、太平洋岸北西部の料理に欠かせないものとなっており、クラブルイやチョッピーノなどの料理に使われている。
カニの重量の約4分の1は肉である。通常生きた状態または調理済みの状態で購入できる。生きたカニを締める際は数分間氷水に浸して気絶させ、カニを仰向けにし、小さなピックの先端をカニの口の中心から約1インチ下まで突き刺す。ただし生きたカニを沸騰した塩水に落とすだけで調理する人も多い。その後はカニを15分間調理し、冷水に入れて冷やしてから洗浄する。洗浄では殻を取り除き、エラと腸をすくい取り、脚とはさみを切り離す。殻を剥くと黄色いカニミソがあり、多くの料理に使用される。カニをひっくり返して半分に切り、その後内臓とエラをすくい取るか、ホースで洗い流すという方法もある。この半分に切る方法では内臓の風味や毒素によって肉が汚染されないため、全体を調理するよりも良い方法だと考える人も多い。さらに茹で時間も早く、茹でる代わりに素早く蒸すことができる。身を殻から取り出すための一般的な道具には、カニはさみとカニフォークがある。

### 経済・文化
ウェストリンの小学校の児童の活動とオレゴン州の経済にとっての重要性を理由に、2009年にオレゴン州議会は本種をオレゴン州の甲殻類に指定した。2024年、カリフォルニア州知事のギャビン・ニューサムは、本種をカリフォルニア州甲殻類に指定する法案に署名した。2022-23年のカニ漁により、カリフォルニア経済には約5,440万ドルの収益がもたらされた。
毎年10月にはワシントン州のポートエンジェルスでダンジネス・クラブ・フェスティバルが開催される。